# Desa Bedoyo
Desa Bedoyo är en administrativ by i Indonesien.   Den ligger i provinsen Yogyakarta, i den västra delen av landet, 500 km öster om huvudstaden Jakarta. Desa Bedoyo ligger vid sjön Telaga Kedokan.